# Neu Ulm Challenger 1982
Il Neu Ulm Challenger 1982 è stato un torneo di tennis facente parte della categoria ATP Challenger Series nell'ambito dell'ATP Challenger Series 1982. Il torneo si è giocato a Nuova Ulma in Germania dal 26 al 31 luglio 1982 su campi in terra rossa.

## Vincitori

### Singolare
Karl Meiler ha battuto in finale  Scott Lipton con il punteggio di 2–6, 7–6, 6–1

### Doppio
Karl Meiler /  Jaroslav Navrátil hanno battuto in finale  Dusan Kulhaj /  John Van Nostrand con il punteggio di 6–3, 6–3